# Futbol'nyj Klub Zorja Luhans'k
Il Futbol'nyj Klub Zorja Luhans'k (in ucraino Футбольний Клуб «Зоря» Луганськ?; in russo Футбольный Клуб «Заря» Луганск?, Futbol'nyj Klub "Zarja" Lugansk), meglio noto come Zorja, è una società calcistica ucraina che ha sede nella città di Luhans'k ma dopo le guerre del Donbass si è spostata a Zaporižžja. Milita nella Prem"jer-liha, la massima divisione del campionato ucraino di calcio. Fondato nel 1923, ha vinto un campionato sovietico nel 1972.

## Storia

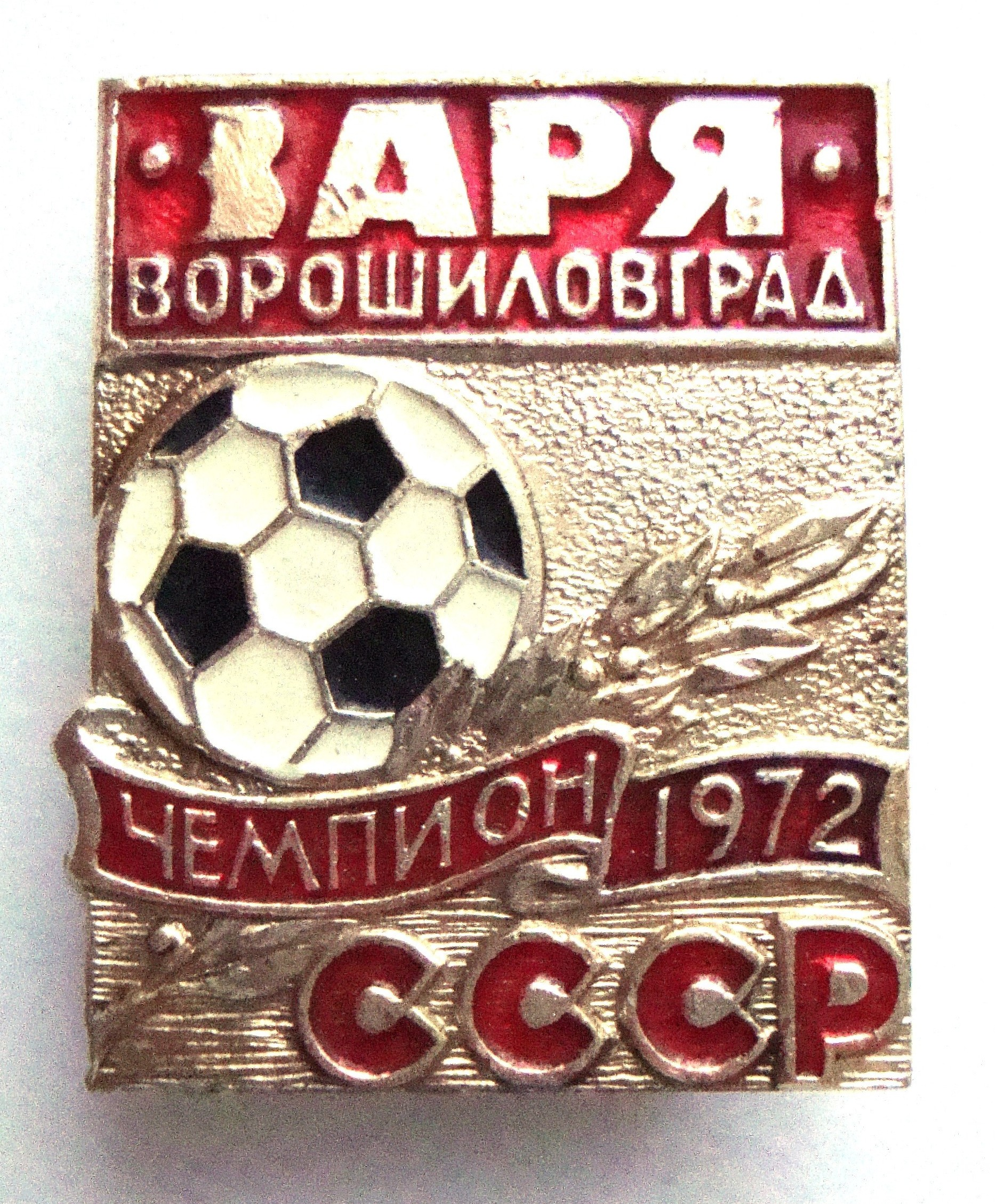
Placca commemorativa della vittoria della Vysšaja Liga 1972.

Il club venne fondato nel 1923 come Metallist Lugansk. Nel corso degli anni ha cambiato denominazione in Dzeržinec, Trudovye Rezervy e Avangard, finché nel 1957 è tornato alla denominazione di Trudovye Rezervy associato al nome della città di Vorošilovgrad, che nel 1959 tornò a chiamarsi Lugansk. Dal 1957 ha militato in Klass B, seconda serie del campionato sovietico. Nel 1964 ha cambiato denominazione in Zarja e nel 1966 ha prima concluso al primo posto il gruppo 2 della Vtoraja Gruppa A e successivamente vinto gli spareggi promozione, raggiungendo la Pervaja Gruppa A, massima serie del campionato sovietico, per la prima volta nella sua storia.
Ha militato nella Vysšaja Liga sovietica per dodici stagioni consecutive, culminate con la vittoria del campionato e del titolo di campione dell'Unione Sovietica nella stagione 1972. Nel 1972 la squadra, allenata da German Zonin, andò in testa alla classifica sin dalla prima giornata e vi rimase fino alla fine, resistendo agli assalti delle dirette concorrenti al titolo e distanziando di cinque punti la Dinamo Kiev e la Dinamo Tbilisi, e diventando la prima squadra di una città non capitale di una delle repubbliche sovietiche a vincere il titolo. Inoltre, buona parte della squadra dello Zarja, incluso l'allenatore, rappresentarono l'ossatura della nazionale sovietica, che nello stesso anno partecipò a un torneo per festeggiare i 150 anni dalla nascita del Brasile.
Nell'estate del 1972 quattro calciatori dello Zarja (Jurij Jelisjejev, Anatolij Kuksov, Volodymyr Onyščenko e V″jačeslav Semenov) vinsero la medaglia di bronzo ai Giochi della XX Olimpiade come parte della nazionale sovietica. Grazie alla vittoria del campionato sovietico del 1972, lo Zarja partecipò all'edizione 1973-1974 della Coppa dei Campioni: dopo aver eliminato nel primo turno i ciprioti dell'APOEL, venne eliminato dai cecoslovacchi dello Spartak Trnava negli ottavi di finale. Sia nel 1974 sia nel 1975 lo Zarja andò vicino a vincere la Coppa dell'URSS, raggiungendo in entrambe le edizioni la finale, ma perdendo nel 1974 dalla Dinamo Kiev dopo i tempi supplementari e nel 1975 dall'Ararat. Nel 1979 retrocesse in Pervaja Liga senza riuscire poi a tornare in massima serie, ma disputando anche cinque stagioni in terza serie.
Nel 1991 il club cambiò denominazione in Zorja secondo la dizione ucraina e dopo la dissoluzione dell'Unione Sovietica e la soppressione del campionato sovietico, il club si iscrisse al campionato ucraino di calcio. Nel 1992 il club cambiò nuovamente denominazione in Zorja-MALS dopo un accordo di sponsorizzazione che salvò il club dal fallimento, potendo così partecipare alla prima edizione della Vyšča Liha, chiusa al settimo posto. Nel 1995 la sponsorizzazione venne meno, il club tornò a chiamarsi Zorja e, nuovamente sull'orlo del fallimento, concluse la Vyšča Liha 1995-1996 al diciottesimo ed ultimo posto, retrocedendo in Perša Liha. Disputò le dieci stagioni successive nella seconda e nella terza serie nazionale, finché nel 2006 vinse il campionato di Perša Liha e venne promosso in massima serie. Dopo diverse stagioni concluse nella seconda metà della classifica, nella stagione 2013-2014 lo Zorja concluse il campionato al settimo posto e guadagno l'accesso per la prima volta alla UEFA Europa League, grazie all'esclusione dalla competizione del Metalurh Donec'k da parte della UEFA. La prima partecipazione dello Zorja alla UEFA Europa League si concluse ai play-off con l'eliminazione ad opera del Feyenoord.
Nel 2014 a seguito dello scoppio della guerra del Donbass tra l'Ucraina e l'autoproclamata Repubblica Popolare di Lugansk, il club ha abbandonato lo Stadio Avanhard di Luhans'k per trasferirsi alla Slavutyč-Arena di Zaporižžja per le partite casalinghe. Conquistò l'accesso alla UEFA Europa League anche nelle tre stagioni successive, grazie a due quarti posti e a un terzo posto nella Prem"jer-liha 2016-2017, che rappresenta la miglior prestazione dello Zorja nel campionato ucraino. Nel 2016 andò vicino alla conquista della Coppa d'Ucraina, raggiungendo la finale della competizione e perdendo contro lo Šachtar.
Nella fase a gironi della UEFA Europa League 2017-2018 è stato sorteggiato nel girone assieme ad Atletic Bilbao, Hertha Berlino e Östersund, concludendo al terzo posto con 6 punti frutto di due vittorie (inclusa la vittoria allo stadio di San Mamés a Bilbao per 1-0) e quattro sconfitte, venendo eliminato dalla competizione. Nella stagione successiva ha preso parte ai preliminari della UEFA Europa League: nel terzo turno ha eliminato i portoghesi del Braga con la regola dei gol in trasferta dopo due pareggi, mentre negli spareggi per l'accesso alla fase a gironi è stato eliminato dal RB Lipsia per la rete decisiva subita nei minuti di recupero della gara di ritorno.

## Strutture

### Stadio
Fino al 2014 è stato usato lo Stadio Avanhard, con una capacità di 22 000 spettatori, per le partite interne. Nel 2014 a causa dello scoppio della guerra dell'Ucraina orientale il club ha iniziato ad usare la Slavutyč-Arena di Zaporižžja per le partite interne.

## Allenatori
- Aleksej Bodjatin (luglio 1957-1959)
- Michail Antonevič (gennaio-luglio 1960)
- Grigorij Balaba (agosto 1960-1961)
- German Zonin (1962-1964; ottobre 1969-1972)
- Aleksandr Alpatov (agosto-dicembre 1964)
- Konstantin Beskov (1965)
- Evgenij Gorjanskij (1966)
- Evgenij Pestov (1967; luglio-dicembre 1974; 1976)
- Viktor Gureev (1968-settembre 1969)
- Vsevolod Blinkov (1973-luglio 1974)
- Jurij Zacharov (1975)
- József Szabó (1977)
- Vadim Dobiža (1980-1981; 1986-luglio 1988; 1998-aprile 2000)
- Jurij Raščupkin (1982-1983)
- Oleh Bazylevyč (1984)
- Oleksandr Žuravl'ov (1985; aprile-novembre 1995)
- Anatolij Bajdačnyj (agosto 1988-1989)
- Viktor Nosov (1990)
- Anatolij Kuksov (agosto 1990-20 giugno 1993; luglio-dicembre 1996)
- Anatolij Šakun (giugno 1993-aprile 1994; 1997)
- Volodymyr Kobzarëv (1 aprile-novembre 1994; luglio 2002-agosto 2003)
- Anatolij Koršykov (5 marzo-21 aprile 1995; 15 ottobre-5 novembre 1995)
- Viktor Aristov (gennaio-giugno 1996)
- Jurij Dorovskoj (luglio 1999-giugno 2000)
- Jurij Jelisjejev (aprile-dicembre 2000; giugno-dicembre 2002)
- Serhij Pohodin (2001)
- Oleksij Čystjakov (agosto-ottobre 2003)
- Jurij Sevast'janov (26 settembre 2003)
- Oleksandr Dovbij (ottobre 2003-giugno 2004)
- Jurij Koval' (luglio 2004-10 agosto 2006; 23 settembre-12 dicembre 2009)
- Jurij Malyhin (agosto 2006; 3 novembre-dicembre 2006)
- Volodymyr Bezsonov (25 agosto-3 novembre 2006)
- Oleksandr Kosevyč (febbraio 2007-23 marzo 2008)
- Anatolij Volobujev (24 marzo 2008-17 maggio 2009)
- Jurij Dudnyk (18 maggio-23 settembre 2009)
- Anatolij Čancev (dicembre 2009-27 novembre 2011)
- Jurij Vernydub (2011-2019)
- Viktor Skrypnyk (2019-)

## Palmarès

### Competizioni nazionali
- Campionato sovietico: 1

1972
- Campionati della RSSF Ucraina: 1

1938, 1962, 1986
- Perša Liha: 1

2005-2006
- Druha Liha: 1

2002-2003

### Altri piazzamenti
- Coppa dell'Unione Sovietica:

Finalista: 1974, 1975
Semifinalista: 1977
- Campionato ucraino:

Terzo posto: 2016-2017, 2019-2020, 2020-2021, 2022-2023
- Coppa d'Ucraina:

Finalista: 2015-2016, 2020-2021
Semifinalista: 2018-2019
- Perša Liha:

Terzo posto: 2004-2005
- Druha Liha:

Secondo posto: 1998-1999
Terzo posto: 1999-2000

## Statistiche

### Statistiche nelle competizioni UEFA
Tabella aggiornata alla fine della stagione 2019-2020.
| Competizione                  | Partecipazioni | G  | V  | N | P  | RF | RS |
| ----------------------------- | -------------- | -- | -- | - | -- | -- | -- |
| UEFA Champions League         | 1              | 4  | 2  | 1 | 1  | 3  | 1  |
| Coppa UEFA/UEFA Europa League | 8              | 40 | 12 | 9 | 19 | 46 | 59 |
| UEFA Europa Conference League | 1              | 6  | 2  | 1 | 3  | 5  | 11 |

## Organico

### Rosa 2024-2025
Aggiornata al 27 febbraio 2025.
| N. |                                 | Ruolo | Calciatore         |
| -- | ------------------------------- | ----- | ------------------ |
| 1  | Ucraina (bandiera)              | P     | Oleksandr Saputin  |
| 4  | Austria (bandiera)              | D     | Gabriel Eskinja    |
| 5  | Ucraina (bandiera)              | C     | Oleksandr Jacyk    |
| 6  | Bosnia ed Erzegovina (bandiera) | C     | Dejan Popara       |
| 7  | Ucraina (bandiera)              | C     | Denys Antjuch      |
| 8  | Ucraina (bandiera)              | C     | Oleksij Chachl'ov  |
| 9  | Ucraina (bandiera)              | A     | Artem Slesar       |
| 10 | Brasile (bandiera)              | D     | Juninho            |
| 11 | Ucraina (bandiera)              | A     | Vladyslav Suprjaha |
| 14 | Ucraina (bandiera)              | C     | Maksym Vasylets    |
| 15 | Ucraina (bandiera)              | C     | Kyrylo Dryšljuk    |
| 16 | Ucraina (bandiera)              | C     | Vikentij Vološyn   |
| 17 | Ucraina (bandiera)              | A     | Ihor Horbach       |
| 21 | Croazia (bandiera)              | C     | Jakov Bašić        |

| N. |                     | Ruolo | Calciatore               |
| -- | ------------------- | ----- | ------------------------ |
| 22 | Serbia (bandiera)   | A     | Petar Mićin              |
| 24 | Ucraina (bandiera)  | C     | Ivan Holovkin            |
| 28 | Ucraina (bandiera)  | A     | Pylyp Budkivs'kyj        |
| 29 | Ucraina (bandiera)  | C     | Volodymyr Bilotserkovets |
| 30 | Ucraina (bandiera)  | P     | Mykyta Turbajevs'kyj     |
| 32 | Slovenia (bandiera) | D     | Žan Trontelj             |
| 47 | Ucraina (bandiera)  | D     | Roman Vantuch            |
| 53 | Ucraina (bandiera)  | P     | Dmytro Macapura          |
| 55 | Brasile (bandiera)  | D     | Jordan                   |
| 70 | Ucraina (bandiera)  | D     | Ihor Kyrjuchancev        |
| 97 | Ucraina (bandiera)  | C     | Tymur Korablin           |
| 99 | Ucraina (bandiera)  | C     | Vladyslav Vakula         |
|    | Ucraina (bandiera)  | C     | Illia Hulko              |